# Kenneth Kennedy
Kenneth George Kennedy (* 6. September 1913 in Sydney; † 20. August 1985 ebenda) war ein australischer Eisschnellläufer und Eishockeyspieler sowie Eishockeyfunktionär. Als erster Australier nahm er an den Olympischen Winterspielen 1936 teil.

## Karriere
Zwischen 1931 und 1934 hielt Kennedy den australischen Meistertitel über die Distanzen der Viertelmeile und der Meile. In dieser Zeit spielte er außerdem Eishockey auf Bundesebene. Danach spielte er zwei Jahre lang für das Eishockeyteam Maple Leaf in Birmingham und gewann dort 1935 und 1936 die Eisschnelllaufmeisterschaften über die Distanzen 880 Yard sowie einer Meile.
Im Alter von 22 Jahren nahm Kenneth an Eisschnelllaufkonkurrenzen der Olympischen Winterspiele 1936 teil. Seine beste Leistung war hier der 29. Platz über die 500-Meter-Distanz. Nach den Olympischen Spielen wurde Kenneth Profi in England und verdiente dabei 75 Pfund pro Woche.
Als der Zweite Weltkrieg ausbrach, ging er in die Royal Air Force. Nach dem Krieg kehrte Kenneth nach Australien zurück, wo er weitere sechs Jahre lang Eishockey spielte. Er wurde schließlich Präsident der Australian Ice Hockey Association und vertrat die Organisation als Delegierter in der Australian Olympic Federation, wo er die Position einnahm, dass Reisen nach Übersee notwendig wären, wenn die australischen Sportler den Weltstandard erreichen wollten. In den 1980er-Jahren war Kenneth immer noch Eisschnellläufer und besaß zudem ein Geschäft für Eisschnelllaufausrüstung in Sydney.